# Opsilia bucharica
Opsilia bucharica är en skalbaggsart som först beskrevs av Stefan von Breuning 1943.  Opsilia bucharica ingår i släktet Opsilia och familjen långhorningar. Inga underarter finns listade i Catalogue of Life.